# Koblenz-Lay
Koblenz-Lay ist ein Stadtteil von Koblenz. Er liegt an der Mosel und wurde 1970 eingemeindet.
Trotz seiner Zugehörigkeit zur Großstadt Koblenz, hat sich der Ort den Charakter eines typischen Weindorfes an der Mosel bewahrt. Im historischen Ortskern sind noch einige sehenswerte Winzerhäuser des 15. bis 18. Jahrhunderts erhalten, wie beispielsweise der auf 1626 datiere Marienstätter Hof. Die Layer Weinlagen heißen „Hamm“ und „Hubertusborn“.
Die ursprünglich ausgedehnten Obstwiesen am Nordhang oberhalb Lay sind heute nur noch reliktisch erhalten und verbuschen Jahr um Jahr mehr. Die Hanglagen von Lay sind heute vor allem ein beliebter Wohnstadtteil mit modernen Ein- und Zweifamilienhäusern und individuell gestalteten Gärten.

## Geographie
Lay liegt rechts der Mosel an einem Hang, am Fuße des Hunsrück, und ist von Wald und Weinbergen umgeben. Über dem Ort thront der so genannte „Layer Kopf“ (380 m). Bis zur Koblenzer Innenstadt sind es etwa 8 km. Moselaufwärts beträgt die Entfernung nach Cochem etwa 43 km. Südwestlich gegenüber der Mosel liegt Winningen, moselabwärts der Koblenzer Stadtteil Moselweiß und moselaufwärts Dieblich.

## Geschichte

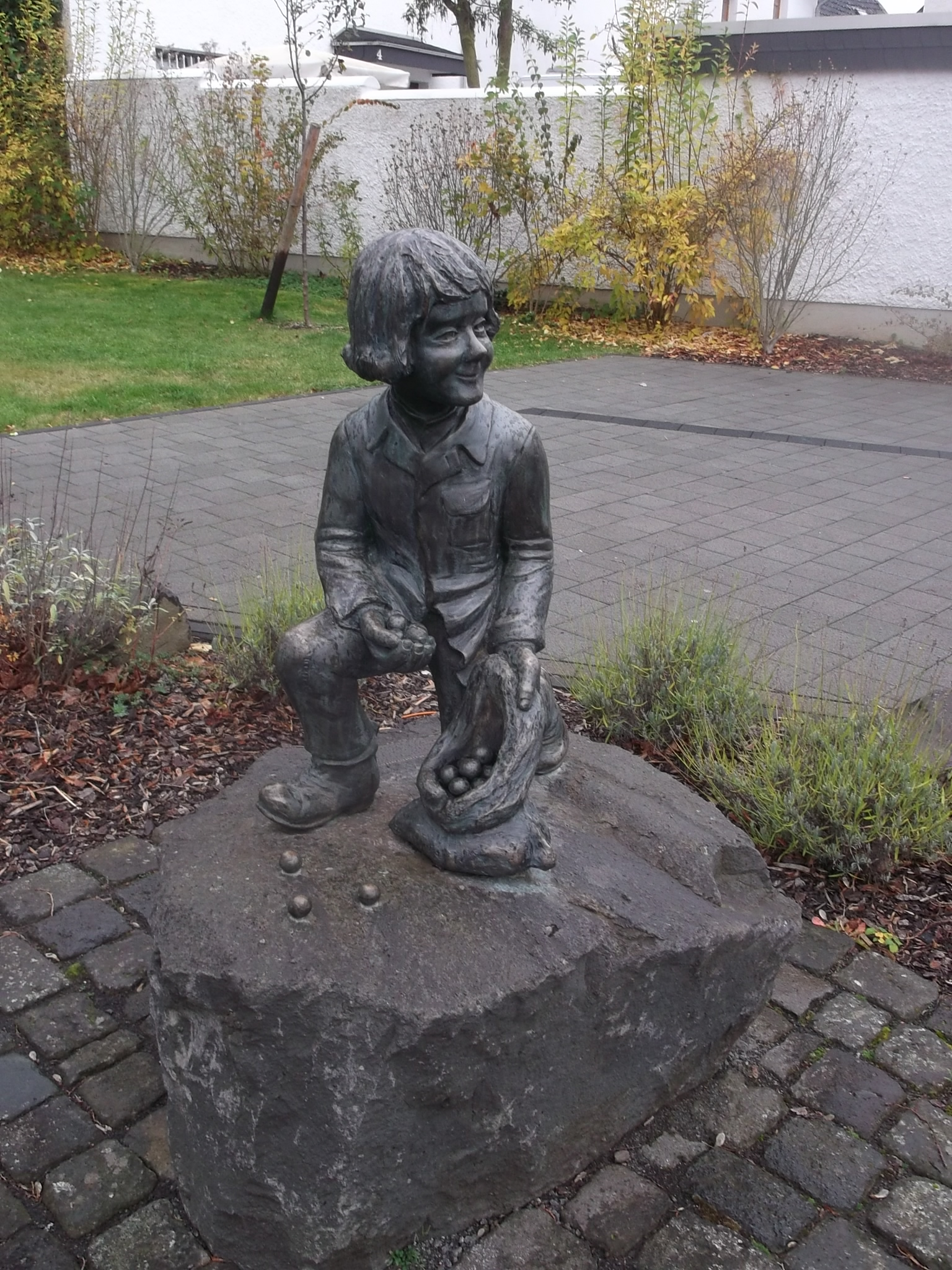
Layer "Kuoleroffer" (am Kirchenvorplatz)

Die geschichtlichen Wurzeln von Lay gehen in die römische Zeit zurück, wie Funde der Überreste einer römischen Villa rustica mit Badeanlage aus dem 1. bis 3. Jahrhundert belegen (21 × 35 m, rechteckig mit Innenhof und Säulenhalle, aus Grauwacke mit Innenausmalung, am heutigen Schwedenpfad, 1985 entdeckt). Aus fränkischer Zeit wurden Gräberfelder am östlichen Ortseingang und im Bereich der römischen Villa entdeckt (5. bis 7. Jahrhundert). 26 mit Ziegel- und Schieferplatten abgedeckte Gräber mit Grabbeigaben (Messer, Lanzenspitzen, Keramik, Glas, Schmuck) wurden in den Jahren 1985 bis 1989 freigelegt.
Der Name des Ortes ist von dem Wort „Ley“ abgeleitet und bedeutet Fels beziehungsweise Schiefer. Mit den Jahren entwickelte sich der Name von „Leia“ (1139) über „Leie“ (1149), „Ley“ (1261) und „Laye“ (1473) zum heutigen Namen „Lay“ (seit 1720).
Der Ort wurde erstmals 803 als „Leia“ im Rahmen einer Schenkung von Weinbergen an das Benediktinerkloster Fulda urkundlich erwähnt. Kaiser Heinrich II. schenkte den Ort „Legia“ 1019 dem Frauenkloster Kaufungen. Das Benediktinerkloster Siegburg kaufte 1095 einen Teil des Salhofes von „Leie“. Im Jahr 1241 kam es zu einem Streit zwischen den Klöstern Kaufungen und Siegburg um das Patronatsrecht der Kirche St. Martinus. Erzbischof Theoderich II. von Wied schlichtete diesen Streit dahingehend, dass beide Klöster sich das Patronatsrecht teilen sollten. Veranlasst durch Nikolaus von Kues, übertrug Papst Eugen IV. 1440 das Zehnt- und Patronatsrecht auf das Stift Münstermaifeld, das es bis zur Säkularisation 1802 behielt.
Seit dem Mittelalter lassen sich einige geistliche und adlige Hofgüter in Lay nachweisen. Ein Hofgut der Deutschordenskommende Koblenz wurde bereits 1276 erwähnt. Auch die Stifte St. Kastor, Münstermaifeld sowie die Abtei Marienstatt hatten Hofgüter in Lay. Eine Fähre über die Mosel ist für das Jahr 1320 belegt. Aus alten Urkunden ist eine Ortsbefestigung mit der Fahrpforte und der Luckenpforte an der Mosel überliefert.
Das Dorf Lay gehörte seit dem 11. Jahrhundert zum kurtrierischen Amt Koblenz. Ein eigenes Schöffengericht, bestehend aus 7 Schöffen und einem Schultheiß, ist ab 1358 belegt. Französische Revolutionstruppen eroberten 1794 das linke Rheinufer. Lay wurde innerhalb des Arrondissement de Coblence der Mairie Winningen im Kanton Rübenach zugeschlagen. Nach Übernahme des Rheinlands durch die Preußen 1815 (Wiener Kongress) wurde es dem Landkreis Koblenz zugeordnet. Auf die preußische Zeit geht die Symbolfigur des Layer Kuoleroffer (= Kugelraffer) zurück. Arme Bewohner wanderten auf die Karthäuser Schießstände, um verschossene Kugeln zu sammeln und das Material weiterzuverkaufen.
Am 7. November 1970 wurde Lay in die Stadt Koblenz eingemeindet.

## Sehenswürdigkeiten

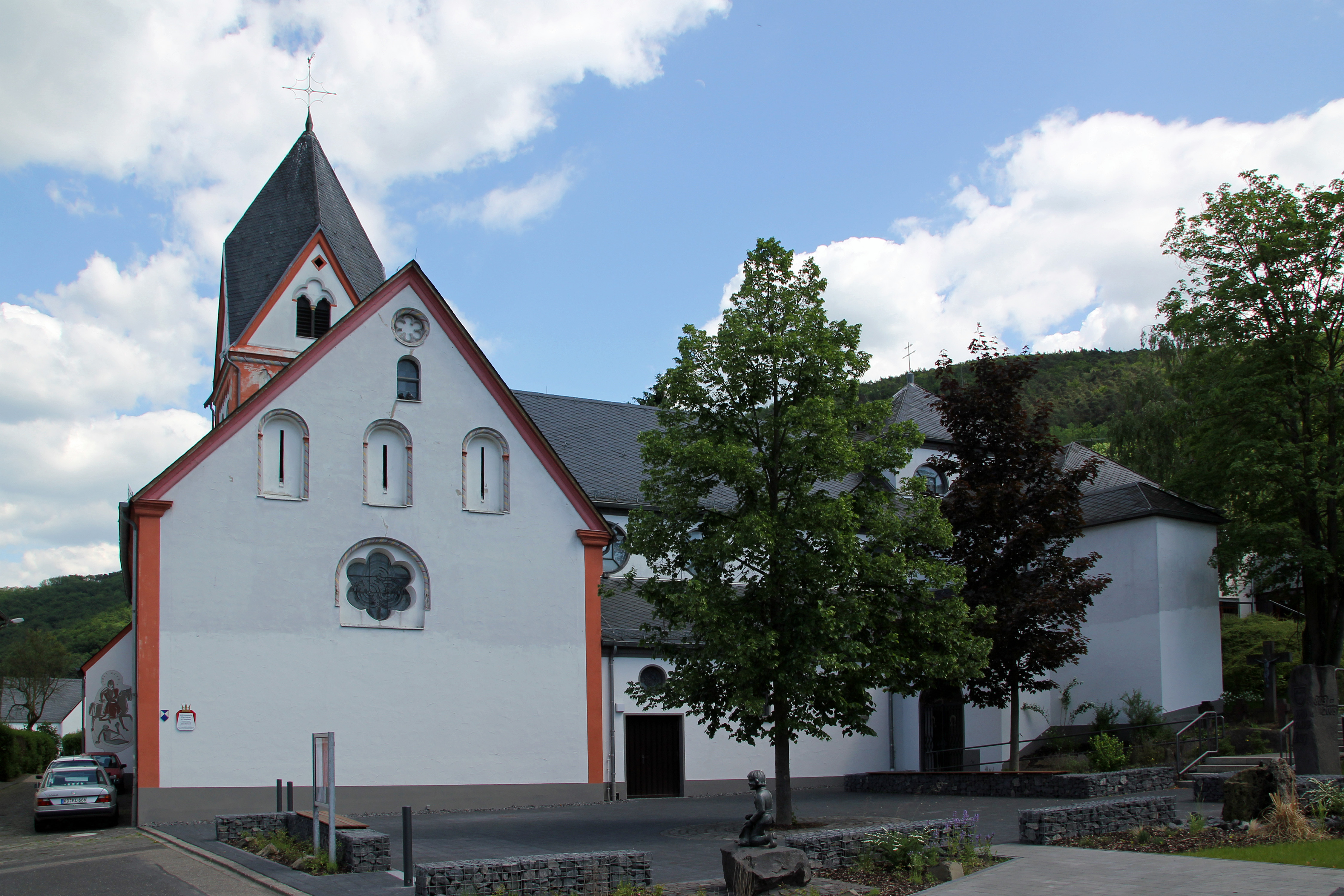
Die Pfarrkirche St. Martinus in Koblenz-Lay

- Katholische Pfarrkirche St. Martinus, 13. Jahrhundert
- Carolaturm

Unter den spätmittelalterlichen Fachwerkbauten ist insbesondere das Gebäude Kaufunger Straße 16/Ecke Hirtenstraße 1 mit zwei Schwebegiebeln am Hauptgiebel und Zwerchhaus bemerkenswert, das wahrscheinlich zu dem Hofgut der Karthäuser auf dem Beatusberg gehörte (seit 1469) und sich im 18. Jahrhundert im Besitz der Layer Hofschultheißen Johann und Carl Martin Mader (Vater und Sohn) befand.
Von 1784 stammt die "Alte Schule" in Fachwerk (ursprünglich Backhaus) in der Hirtenstraße 7, die wechselnden Nutzungen ausgesetzt war (Schule, Rathaus, Armenhaus, Gemeindehaus, Zwangsarbeiter- und Notunterkunft im Zweiten Weltkrieg, seit 1985 in Privatbesitz).
Weitere denkmalgeschützte Häuser – teilweise in Fachwerk, teilweise massiv – befinden sich an der Ecke Maistraße 1a/Kaufunger Straße 4 (Winzerhaus mit Marienstatue als Konsolenfigur und Winzermotiven als Zierfachwerk, um 1700), Kaufunger Straße 1 (1417), Kaufunger Straße 25 (16. Jahrhundert) und Maistraße 8 (ebenfalls ein typisches Winzerhaus, 1562, heute noch ein Weingut).

## Religion
Die Bevölkerung Lays ist zu gut drei Vierteln katholisch, zu 12 % evangelisch und zu 13 % konfessionslos. Die katholische Pfarrkirche St. Martinus stellt mit ihrer Silhouette das größte und markanteste Gebäude des Ortsbildes dar. Der spätromanische, einschiffige Bau mit Chorturm stammt aus dem 13. Jahrhundert und wurde im Jahr 2004 aufwändig restauriert, zum größten Teil durch die Arbeit der Ortsvereine.

## Politik

### Ortsbeirat
Für den Stadtteil Lay wurde ein Ortsbezirk gebildet. Dem Ortsbeirat gehören sieben Beiratsmitglieder an, den Vorsitz im Ortsbeirat führt der direkt gewählte Ortsvorsteher.
Zur Zusammensetzung des Ortsbeirats siehe die Ergebnisse der Kommunalwahlen in Koblenz.

### Ortsvorsteher
Bei der Kommunalwahl am 9. Juni 2024 setzte sich Thomas Jost (CDU) mit einem Stimmenanteil von 51,1 % gegen den bisherigen Ortsvorsteher Gerd Baulig durch, der ehemals für die SPD kandidierte und nun für die Wählergruppe Schängel antrat. Jost wurde am 15. September 2024 im Amt vereidigt. Sein Vorgänger Baulig wurde einstimmig zu seinem Stellvertreter gewählt.

### Wappen
| Ortswappen von Lay | Blasonierung: „Auf schwarzem Schild eine silberne Rose mit goldenen Butzen und grünen Kelchblättern, oben belegt mit einem roten dreilätzigen Turnierkragen.“ |
| Ortswappen von Lay | Wappenbegründung: Am 29. Dezember 1322 siegelte Heinrich von Leye als Koblenzer Schöffe eine Urkunde, nach der Heinrich, genannt Heiden, und seine Frau Aleyde aus „Gulse“ (Güls) bekundeten, dass Komtur und Brüder des Deutschen Ordens in Koblenz ihnen die Insel im Moselstrom gegenüber „Wiss“ (Moselweiß) in Erbpacht überlassen haben. Der Urkunde hängen die gut erhaltenen Siegel der Schöffen „Godebertus“ und „Henricus de Leyge“ an. Das letztgenannte Siegel wurde 1938 vom Rat der Gemeinde Lay als Vorlage für ein Wappen gewählt. Das Siegel des Heinrich von Leye zeigt eine Rose mit Butzen und Kelchblättern, darüber einen dreilätzigen Turnierkragen. Da über die Familie dieses Adligen wenig bekannt ist, lässt sich heute nicht sagen, welche Bedeutung diese Wappenbilder hatten. Die Rose ist ein oft benutztes Wappenbild (eine der meistgebrauchten Hauptfiguren) und der Turnierkragen wurde häufig als Unterscheidungsmerkmal des erstgeborenen Sohnes gegenüber dem väterlichen Wappen zu dessen Lebzeiten hinzugefügt. Der österreichische Heraldiker Georg Scheibelreiter stellte zudem fest, dass der niederrheinische Adel den Turnierkragen (auch Bank genannt) häufig als Zeichen der Ausübung der Gerichtsbarkeit führte. Die Vermutung, dass hier der Turnierkragen auf die ritterliche Abstammung der Familie hinweist, ist also berechtigt. Das Wappen wurde am 6. Februar 1939 durch Erlass des Oberpräsidenten der Rheinprovinz, Josef Terboven, genehmigt. |

## Wirtschaft und Verkehr

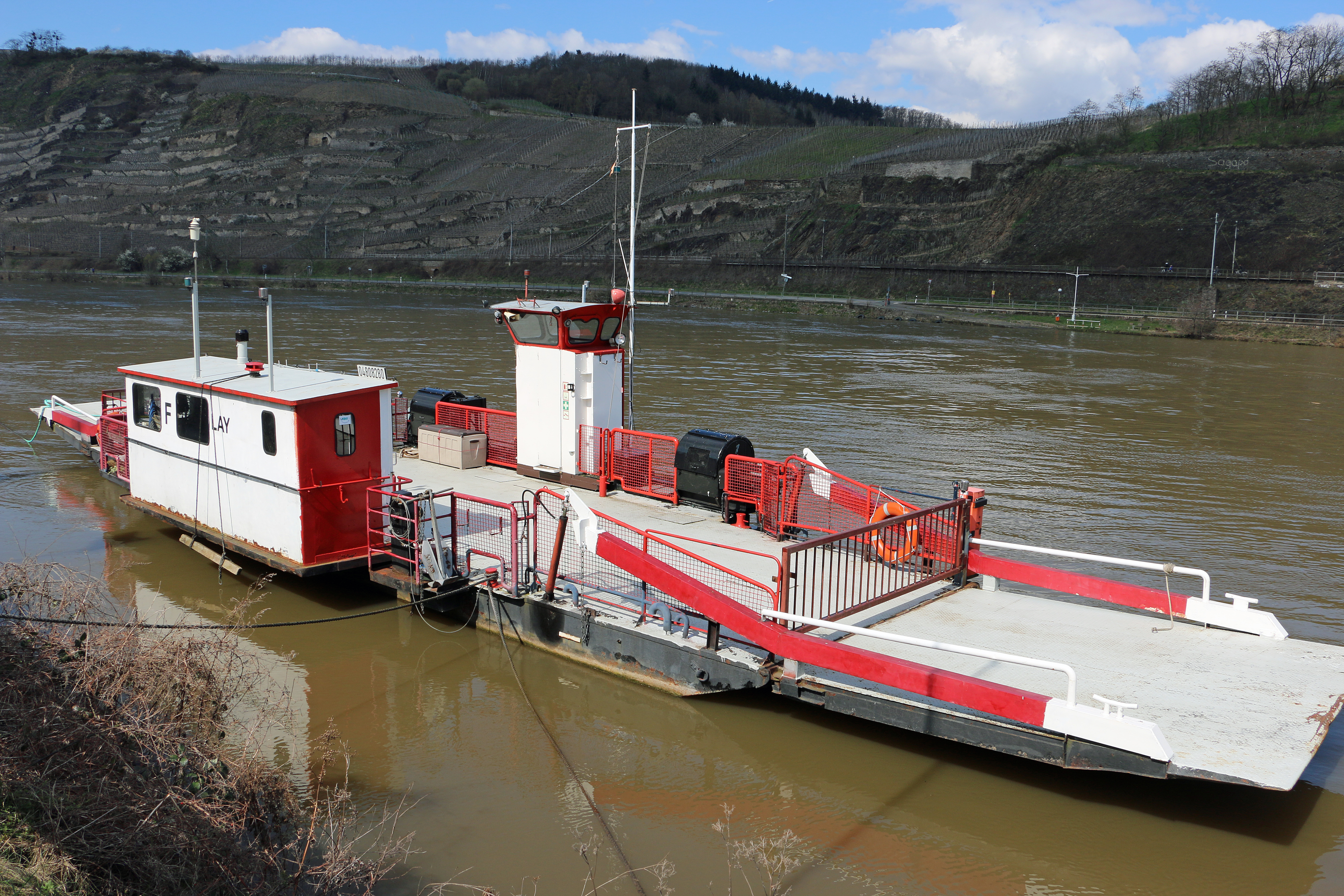
Die Moselfähre Koblenz-Lay

Wie bei vielen an der Mosel gelegenen Dörfern, ist auch in Lay der Weinanbau ein wichtiger Wirtschaftsfaktor. Moselabwärts gesehen, wird Wein in den beiden Lagen Layer Hubertusborn und Layer Hamm angebaut. Auch ist der Fremdenverkehr für Lay nicht unerheblich.
Entlang der Mosel führt die B 49 am Ort entlang. Über die Moselfähre Koblenz-Lay gelangte man früher auf die andere Moselseite. Der Fährbetrieb wurde 2013 eingestellt, die Fähre am 13. April 2018 abtransportiert.

## Wanderwege
Über den Layer Bergweg gelangt man zum Carolaturm und zum Remstecken (dort Anschluss an den Rheinburgenweg). Ein weiterer Zugang zum Rheinburgenweg auf der Karthause war früher der östlich des Ortsausgangs von der B 49 steil durch Obstplantagen an einer Felswand aus sandigem Tonschiefer auf die Mosel-Höhenterrasse hinaufführende Ankerpfad. Nach einem Einsturz der talseitigen Stützwand wurde dieser Weg im Februar 2014 gesperrt; seit August 2021 ist er nach über 6-jähriger Sperrung wieder begehbar und stellt eine weitere Verbindung zur Karthause dar.